# Astra 1P
Astra 1P (auch SES-24) ist ein kommerzieller Kommunikationssatellit des Satellitenbetreibers SES S.A. mit Sitz in Luxemburg.

## Empfang
Der Satellit kann in ganz Europa, dem nördlichen Teil von Afrika und teilweise bis Russland empfangen werden.
Die Übertragung erfolgt im Ku-Band.
Aktiv sind aktuell 61 Transponder.